# Grigoriopolská jaderná elektrárna
Grigoriopolská jaderná elektrárna (rumunsky Centrala nucleară Grigoriopol) byla plánovanou jadernou elektrárnou v Moldavsku. Nacházet se měla poblíž vesnice Butor na levém břehu Dněstru v dnešním Podněstří. Elektrárna se měla stát jednou z největších v Evropě. Až šest plánovaných bloků elektrárny mělo celkově produkovat 6000 MW hrubého výkonu.

## Historie a technické informace

### Počátky
První záměry na výstavbu jaderné elektrárny v Moldavské SSR v Podněstří se objevily v 70. letech 20. století. Konečné rozhodnutí o výstavbě elektrárny bylo přijato v roce 1980. Koncem roku 1980 Ivan Bodjul, první tajemník Ústředního výboru Komunistické strany Moldavska, oznámil na konferenci vedení republiky nutnost výstavby jaderné elektrárny v Moldavsku. Jeho prohlášení bylo nečekané, protože údajně ještě v roce 1972 byl proti atomové energii. Do roku 1984 bylo možné vypracovat a koordinovat veškerou technickou dokumentaci pro budoucí jadernou elektrárnu, která měla mít instalovaný hrubý výkon 6000 MW na bázi šesti reaktorů VVER-1000/320. Jednalo by se o největší elektrárnu v Moldavsku a jednu z největších v Evropě. V době dokončení pravděpodobně druhou, hned po Záporožské. Čistý výkon elektrárny by byl po odečtení vlastních potřeb zhruba 5700 MW.

### Výstavba a uvedení do provozu
Výstavba elektrárny měla započít roku 1986 a první reaktor měl být uveden do provozu v roce 1991. Další bloky měly být spouštěny rok po roku až do roku 1997. Základní kámen elektrárny byl položen v roce 1984. Slavnostního ceremoniálu se osobně zúčastnil svazový ministr energetiky a elektrifikace SSSR a člen korespondent Akademie věd SSSR Pjotr Neporozhny. Náklady na projekt měly dosáhnout 6 miliard rublů.
Plány na výstavbu elektrárny byly nejprve zastaveny v roce 1986 po havárii v Černobylu. Poté byl projekt definitivně zrušen poté, co zemětřesení v Arménii v roce 1988 zasáhlo jadernou elektrárnu Mecamor.

## Informace o reaktorech
| Reaktor       | Typ reaktoru  | Výkon  | Výkon   | Zahájení výstavby | Připojení k síti                    | Uvedení do provozu                  | Uzavření |
| Reaktor       | Typ reaktoru  | Čistý  | Hrubý   | Zahájení výstavby | Připojení k síti                    | Uvedení do provozu                  | Uzavření |
| ------------- | ------------- | ------ | ------- | ----------------- | ----------------------------------- | ----------------------------------- | -------- |
| Grigoriopol-1 | VVER-1000/320 | 950 MW | 1000 MW | 1986              | Plán na výstavbu zrušen v roce 1986 | Plán na výstavbu zrušen v roce 1986 |          |
| Grigoriopol-2 | VVER-1000/320 | 950 MW | 1000 MW |                   | Plán na výstavbu zrušen v roce 1986 | Plán na výstavbu zrušen v roce 1986 |          |
| Grigoriopol-3 | VVER-1000/320 | 950 MW | 1000 MW |                   | Plán na výstavbu zrušen v roce 1986 | Plán na výstavbu zrušen v roce 1986 |          |
| Grigoriopol-4 | VVER-1000/320 | 950 MW | 1000 MW |                   | Plán na výstavbu zrušen v roce 1986 | Plán na výstavbu zrušen v roce 1986 |          |
| Grigoriopol-5 | VVER-1000/320 | 950 MW | 1000 MW |                   | Plán na výstavbu zrušen v roce 1986 | Plán na výstavbu zrušen v roce 1986 |          |
| Grigoriopol-6 | VVER-1000/320 | 950 MW | 1000 MW |                   | Plán na výstavbu zrušen v roce 1986 | Plán na výstavbu zrušen v roce 1986 |          |